# Flaga Republiki Transpadańskiej
Flaga Republiki Transpadańskiej – flaga państwa istniejącego w latach 1796–1797 w północnych Włoszech.

## Wygląd
Flaga Republiki Transpadańskiej jest prostokątem podzielonym na trzy pionowe pasy: zielony, biały, czerwony. Prostokąt ten podzielony jest w proporcjach 2:3.
Jest identyczna z obecną flagą Włoch.